# Hogemolen
De Hogemolen is een watermolen op de Jeker in Lauw in de Belgische gemeente Tongeren. De molen bevindt zich aan de Klerebroek.
De Hogemolen wordt in 1479 voor het eerst vermeld in een cijnsregister. De molen was toen in het bezit van Librecht van Hulsberg van het Huis Hulsberg. In de 17e eeuw verwerft de familie de Selys Longchamps de eigendomsrechten van de molen en wordt de molen in steen herbouwd. In 1770 wordt het woonhuis bij de molen vergroot, twaalf jaar later, in 1782, werd bij de molen een schuur gebouwd. De molen is niet meer in gebruik sinds 1955.
De molen en de omgeving zijn beschermd als monument en dorpsgezicht.
- Inventaris van het Bouwkundig Erfgoed (Vlaanderen): 37487